# Greifswalder SV 04

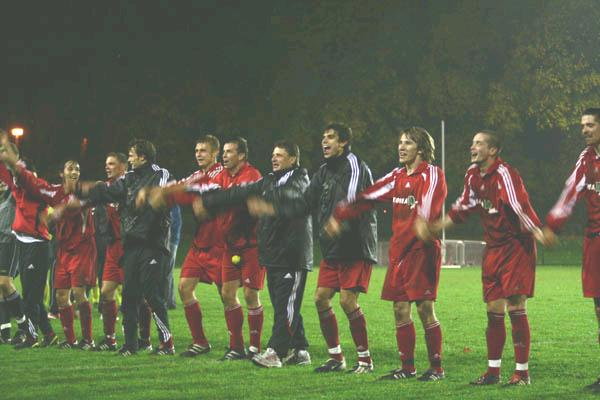
Team van 2005

Greifswalder SV 04 was een Duitse sportclub uit de Voor-Pommerse stad Greifswald. De club ontstond op 1 januari 2004 door een fusie tussen SSV Grün-Schwarz Greifswald, ESV Empor Greifswald en Greifswalder SV 98. De club is het meest bekend voor zijn voetbalafdeling, maar is ook actief in atletiek, badminton, basketbal, dans en ritmische gymnastiek.

## Geschiedenis
De club is de directe opvolger van Greifswalder SC, dat in 2003 failliet ging. De club ging verder als ESV Empor Greifswald in de Verbandsliga Mecklenburg-Vorpommern en tijdens het lopende seizoen 2003/04 fusioneerde de club waaruit GSV 04 ontstond. Deze club ging verder in de Verbandsliga en na drie middenmootplaatsen werd de club kampioen in 2007. Het eerste seizoen in de Oberliga verliep al direct goed en de club maakte kans op promotie, maar verloor deze in de eindronde van FC Sachsen Leipzig. In 2010 degradeerde de club naar de Verbandsliga. In maart 2015 fuseerde de club met FC Pommern Greifswald. De nieuwe club kreeg de naam Greifswalder FC.

## Bekende (ex-)voetballers
- Toni Kroos
- Felix Kroos